# Battaglia di Camemi
La battaglia di Camemi fu una battaglia combattuta durante l'operazione Husky della seconda guerra mondiale.

## Premesse
Camemi è una contrada del comune siciliano di Ragusa, situata lungo la strada provinciale che collega la città a Marina di Ragusa.
Durante la seconda guerra mondiale, la Sicilia – considerata un obiettivo strategico dalle Potenze dell’Asse e consapevolmente ritenuta tale dagli Alleati – fu dotata di numerose strutture difensive, tra cui bunker e capisaldi fortificati, dai quali le forze italiane e tedesche potevano contrastare eventuali sbarchi nemici.
Nell’area compresa tra Santa Croce Camerina e Ragusa era operativo il 383º Battaglione costiero, con sede a Santa Croce Camerina e al comando del tenente colonnello Francesco Milazzo.
La difesa della zona prevedeva una rete articolata di postazioni, tra cui:
- il Posto di blocco 451, situato tra Santa Croce Camerina e Punta Secca, equipaggiato con un cannone 47/32 Mod. 1935;
- il Posto di blocco 452 (detto anche di Villa Criscione), collocato al quadrivio tra Ragusa, Marina di Ragusa, Scicli e Santa Croce Camerina, anch’esso armato con un cannone 47/32 Mod. 1935 e posto sotto il comando del tenente Sajia;
- il Caposaldo di Cozzo Cappello, situato a est di Santa Croce Camerina, dove operava la 73ª batteria del 25º Gruppo di artiglieria, dotata di quattro pezzi da 149/35, al comando del capitano Guglielmo Tarro;
- il Caposaldo di Comitini, presidiato da 22 uomini al comando del capitano Vincenzo Serra;
- il Caposaldo di Camemi, incaricato della difesa dell’omonima contrada.

A Camemi fu destinato un plotone della 511ª Compagnia Mitraglieri da posizione, composto da quindici soldati provenienti sia dalla Sicilia che dal nord Italia. L’unità era comandata dal tenente piemontese Giunio Sella, decorato con la Medaglia d’Argento al Valor Militare alla memoria per l’eroica resistenza opposta durante l’attacco alleato del 10 luglio 1943. Il compito assegnato al caposaldo era di tipo anti-sbarco, con l’obiettivo di ritardare l’avanzata nemica lungo la direttrice costiera.

## Battaglia[2]
Il 10 luglio 1943 ebbe inizio lo sbarco in Sicilia, parte dell’Operazione Husky, con l’obiettivo strategico di aprire un nuovo fronte nel Mediterraneo e favorire la caduta del regime fascista.
Durante le prime ore dell’invasione, unità della 101ª Divisione Aviotrasportata statunitense si paracadutarono sulle campagne della provincia di Ragusa, cogliendo di sorpresa le truppe italiane, le quali si attendevano un attacco esclusivamente dal mare. I paracadutisti attaccarono le postazioni difensive alle spalle, sfruttando la superiorità delle armi automatiche rispetto ai moschetti risalenti alla prima guerra mondiale in dotazione alle forze italiane.

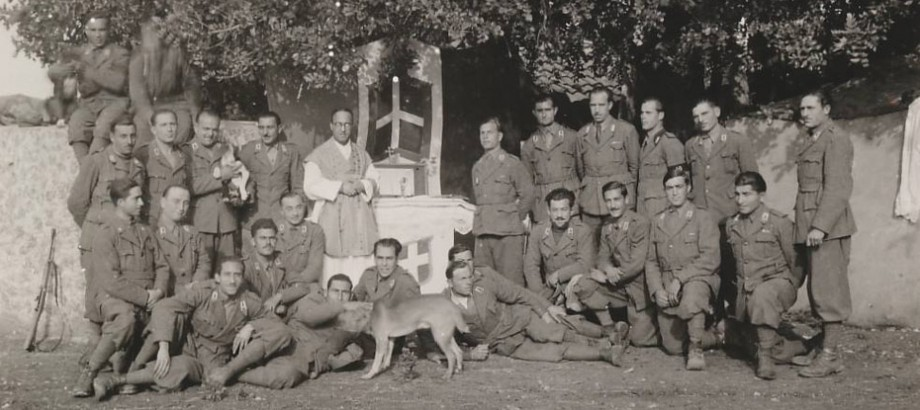
I soldati del Posto di Blocco 452 e un curato, 1943

Alle ore 07:30 ebbe inizio l’attacco al Caposaldo di Camemi, difeso da un reparto della 511ª Compagnia Mitraglieri, comandato dal tenente Giunio Sella. L’ufficiale piemontese oppose una strenua resistenza, combattendo personalmente dal balcone di un’abitazione. Fu colpito mortalmente al petto sotto gli occhi degli abitanti della casa e successivamente sepolto in una campagna adiacente. La sua azione gli valse la Medaglia d’Argento al Valor Militare alla memoria.
Anche il Caposaldo di Comitini subì un destino analogo, travolto dalle forze americane dopo un’aspra difesa.

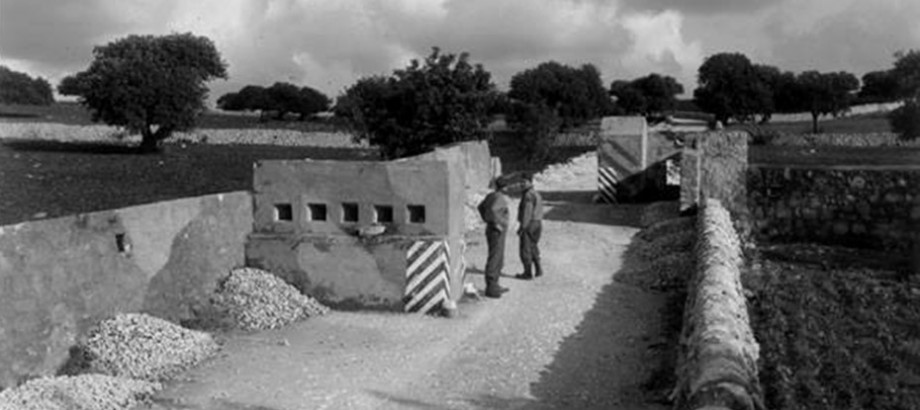
Il Posto di Blocco 452, 1943

Con l’arrivo della luce del giorno, la colonna Cent della 45ª Divisione di Fanteria statunitense, sbarcata tra Scoglitti e Punta Braccetto, avanzò lungo la Strada Provinciale 25, superando il caposaldo di Case Camemi e dirigendosi verso Ragusa. Durante l’avanzata, le forze statunitensi si imbatterono nel Posto di Blocco 452, presidiato da un contingente italiano dotato di due mitragliatrici, un cannone anticarro 47/32 Mod. 1935 e moschetti di vecchia generazione.
Nonostante l’evidente inferiorità di mezzi e la presenza di carri armati nemici, i difensori del posto di blocco, tra i quali si ricorda in particolare Giuseppe Rinaldi, scelsero di non ritirarsi e si batterono con determinazione fino alle ore 13:00. I rinforzi inviati dal colonnello Giuseppe Primaverile, comandante del 123º Reggimento fanteria, furono respinti dal fuoco nemico. Anche una seconda unità di supporto, composta da circa cinquanta uomini del Distretto Militare di Ragusa e guidata da un capitano, non riuscì a raggiungere il posto di blocco: i camion militari finirono per scontrarsi con altri reparti statunitensi, subendo gravi perdite.
Al termine dello scontro, le campagne attorno a Camemi risultavano disseminate di paracadute e frammenti, mentre i resti di soldati dilaniati dalle esplosioni testimoniavano la violenza dei combattimenti.
Le forze americane, avendo subito perdite contenute, proseguirono l’avanzata verso l’interno della Sicilia, raggiungendo nel pomeriggio il centro urbano di Ragusa.

## Memoria

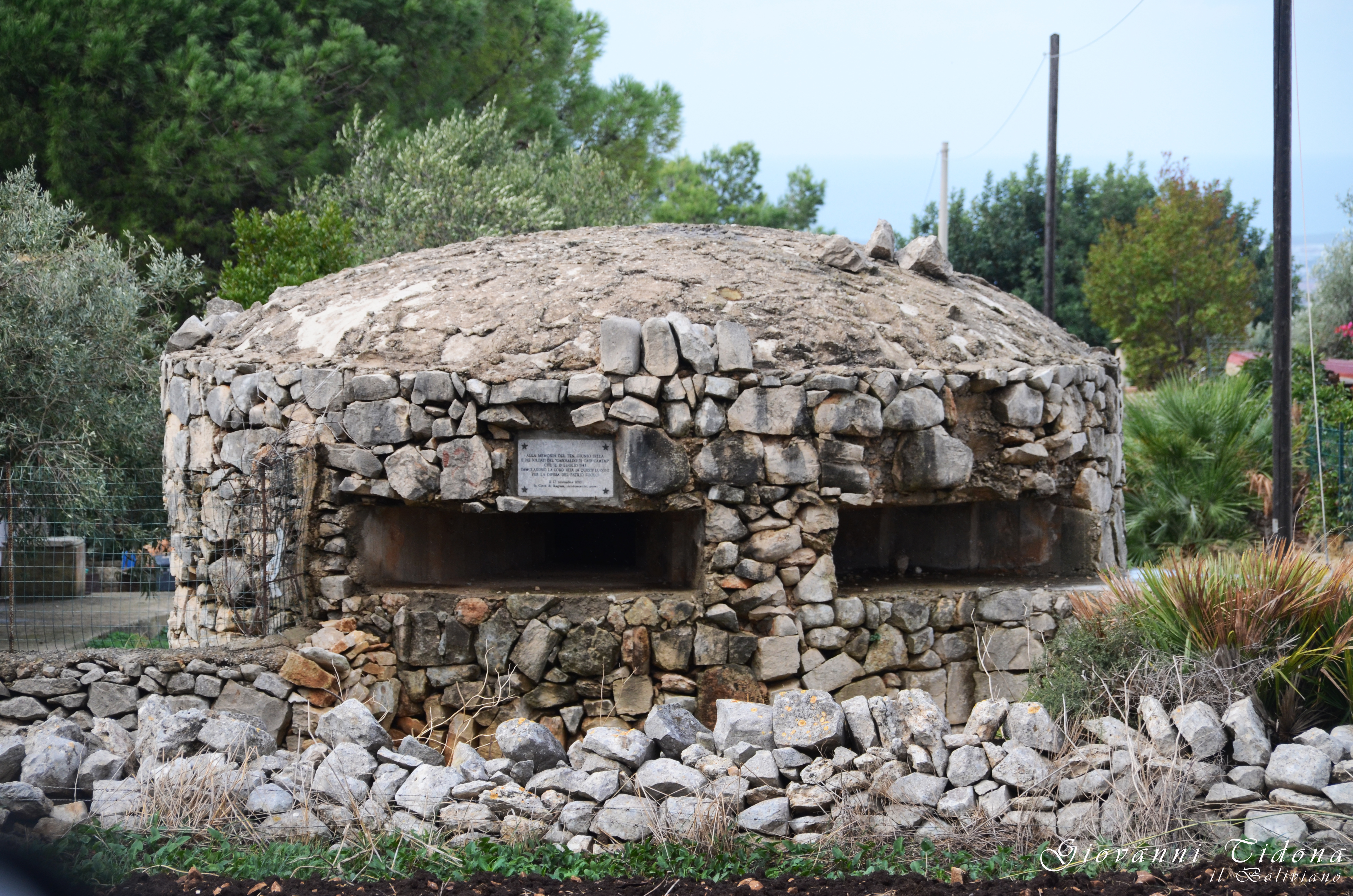
Il bunker con la targa commemorativa della Battaglia, 2014

Del Posto di Blocco 452 rimangono oggi soltanto due strutture in calcestruzzo, inglobate nei muri a secco lungo la strada provinciale che attraversa la contrada Camemi. Nei pressi si trovano anche i resti dei bunker originari che costituivano parte del dispositivo difensivo del 383º Battaglione costiero.
Il 27 novembre 2010, le autorità della città di Ragusa hanno collocato due targhe commemorative nei pressi delle strutture superstiti:
- una dedicata alla memoria del tenente Giunio Sella e dei soldati del Caposaldo di Camemi;
- l’altra in ricordo di Giuseppe Rinaldi e dei militari del Posto di Blocco 452.